# Leśnica (województwo świętokrzyskie)
Leśnica – wieś sołecka w Polsce położona w województwie świętokrzyskim, w powiecie jędrzejowskim, w gminie Małogoszcz.
W latach 1975–1998 miejscowość administracyjnie należała do województwa kieleckiego.
| SIMC    | Nazwa     | Rodzaj     |
| ------- | --------- | ---------- |
| 0249202 | Cieśle    | kolonia    |
| 0249219 | Dziadówki | kolonia    |
| 0249188 | Jawor     | przysiółek |
| 0249194 | Kolonie   | część wsi  |
| 0249225 | Parcela   | kolonia    |

## Zabytki
Folwark z I połowy XIX w., złożony z gajówki, spichrzu i stodoły, wpisany do rejestru zabytków nieruchomych (nr rej.: A.111 z 18.06.1977).